# Бортничук, Алексей Николаевич
Алексе́й Никола́евич Бортничу́к (род. 13 июля 1958, Москва) — российский гитарист, композитор, один из основателей и постоянных участников группы «Звуки Му». Также известен сольным творчеством, сотрудничеством с известными музыкантами. Приходится младшим братом по матери Петру Мамонову. Основал в 1997 г. совместно с женой Ириной Бортничук группу «Звуки Мы», в которой играет до сих пор.

## Биография
Алексей Бортничук родился 13 июля 1958 года в Москве, его отец был инженером, занимался производством электронно-лучевых пушек в институте электронно-термического оборудования, мать работала переводчицей со скандинавских языков. Учился в обычной школе № 189, ещё в детстве увлёкся музыкой.
В 1982 году его брат Петр Мамонов предложил Алексею создать музыкальную группу с названием «Братья по матери». Группа существовала около недели. Потом Пётр придумал другое название для группы: «Звуки Му».
В коммунальной квартире в Чертаново, где тогда жил Петр, в его комнате, группа «Звуки Му» записала свои первые песенные альбомы: «Суета е..ёт горячку», «Разговор на площадке 37» и «Бомбейские раздумья». Все альбомы, к сожалению, не сохранились. В основу альбомов вошли все очень известные теперь уже песни, с которыми впоследствии выступала группа в расширенном составе.
Состав менялся так. Алексей предложил Петру взять своего приятеля Павла Хотина (сына друзей родителей братьев) в группу. Павел предложил репетировать в клубе МЭИ, где учился. Состоялась репетиция, где Павел захотел играть на бас-гитаре. И так как там была ударная установка, Алексей сел за барабаны. После репетиции Хотин вошёл в состав. Втроём группа «Звуки Му» провела три репетиции.
В том же 1982 году Петр Мамонов нашёл работу. И вместе с Алексеем они устроились обходчиками бойлерной. Алексей часто пил и прогуливал работу, часто попадал в вытрезвитель, в результате за тунеядство был приговорён к одному году лишения свободы с отбыванием наказания в исправительной колонии, расположенной под Брянском.
После освобождения в 1984 году сразу присоединился к рок-группе «Звуки Му», к тому времени имевшей уже некоторую известность. Причём стал не барабанщиком, а соло-гитаристом. Группа «Звуки Му» гастролировала по Европе и США. Алексей Бортничук принимал участие в записи всех альбомов коллектива: «Простые вещи» (1988), «Крым» (1988), «Звуки Му» (1989), «Транснадёжность» (1990). Когда группа распалась, вместе с братом выступал в формате дуэта «Мамонов и Алексей» и записал все гитарные партии на одноимённом альбоме. Постепенно дуэт пополнялся новыми музыкантами, и вскоре «Звуки Му» возродились со вторым составом. В этот период были записаны  альбомы: «Грубый закат» (1995) и «Жизнь амфибий, как она есть» (1996). В 1996 году группа по причине внутренних противоречий распалась окончательно, и Алексей стал свободным гитаристом.
С бывшими членами  второго состава «Звуки Му» басистом Евгением Казанцевым и барабанщиком Андреем Надольским некоторое время играл инструментальную музыку в рамках проекта «Жаба», который был переименован в «Ласточку». Участвовал в группах Александра Липницкого «Атас» и «Шатен кингс».
В начале 90-х параллельно с проектом «Жаба» («Ласточка») сотрудничал с поэтом Андреем Туркиным при записи альбома «Каждый охотник желает знать, где сидит фазан».
В 1997 году Алексей с любимой женой Ириной решили спасаться от поклонников гитарного творчества Алексея,  алкоголизма и прочих спецхимий и уехали под Валдай в деревню Ящерово. Там создали группу «Звуки Мы» в 1997 году. Устроили в так называемой «музыкальной» избе студию и с 1997 по 2006 год совместно насочиняли, наиграли и записали 5 альбомов инструментальной музыки. Инструменты для записи использовались различные: гитары, барабаны, скрипки, виолончель, клавиши, саксофон, скрипка, гармонь и даже балалайка. На всех инструментах Алексей играл сам, на некоторых — Ирина (включая клавиши, гармошку и даже гитару на одной из композиций). Все альбомы свела Ирина Бортничук. Два альбома «Ящерово. Зима» и «Ящерово. Осень» появились мистическим образом без разрешения авторов даже в продаже как в интернет-магазинах, так и в просто музыкальных магазинах. Авторы музыки недоумевают до сих пор. Так как изначально решили записывать музыку свободную, какую хочется, не ориентируясь на мнение слушателей, не ставя никаких коммерческих задач вообще. Для друзей. Самым важным решением было — записывать в чистом состоянии, без воздействия алкоголя и любых других спецхимий.
С 2006 года группа «Звуки Мы» выступала с инструментальными концертами в столице и Санкт-Петербурге. В 2012 году Ирина начала петь и сочинять песни. В песенных концертах помимо Алексея и Ирины в группе принимают участие и другие хорошо известные музыканты. Это бывший клавишник  «Звуки Му» — Павел Хотин. Также Алексей Борисов — классик русского авангарда и бессменный лидер группы «Ночной проспект», «Волга». В группе «Звуки Мы» Алексей Борисов играет на бас-гитаре. Играли с группой несколько концертов и Сергей Высокосов «Боров» — гитарист и один из создателей групп: «Коррозия металла», «Трибунал Наталии Медведевой», основатель «Boroff Band», а также Герман Ольшук, создатель музыкального проекта «Восток» и трубач Константин Сухан (группа «Бром»).
В 2006 году вместе с Вовой Терещенко (вокал), Рафкатом Бадретдиновым (барабаны) и Вадимом Приваловым (бас-гитара) создал культовую гаражную группу «Ривущие струны»
Иногда Алексей участвовал в концертах проекта «ОтЗвуки Му», когда собираются участники канонического состава «Звуков» (не считая Мамонова). В этом проекте, а также в проекте «Гроздья виноградовы» Алексей Бортничук перестал участвовать в 2012 году из-за принципиальных музыкальных разногласий. Коллектив «Гроздья виноградовы» (название придумала Ирина Бортничук) Алексей основал вместе с художником-авангардистом Германом Виноградовым в 2007 году, после того, как Алексей и Ирина подарили Герману на 50-летие электрогитару GODIN.
До этого они выступали несколько раз как группа «Виноградов и Алексей».
В документальном фильме «Тёмный Му», снятом в 2004 году, использовалась музыка группы «Звуки Мы» с альбомов «Ящерово. Зима» и «Ящерово. Осень» (в титрах фильма авторы музыки были указаны неправильно). В нём Алексей Бортничук выступил с резкой критикой рок-культуры как таковой, назвав её суицидальной: «Вот все священники говорят, что рок-н-ролл это очень большой грех. Я с ними согласен. Раньше я думал, ну что они несут ахинею! А теперь думаю, что, конечно, так оно и есть, потому что это порочный образ жизни, так жить нельзя! Раньше казалось, что да, что это лучшее время в жизни, но привело оно к очень серьёзным вещам. Я заигрался во всю эту историю… на наркотиках…».
В 2015 году Алексей Бортничук вместе с женой Ириной Бортничук — группа «Звуки Мы» — уехали опять в деревню Ящерово под Валдаем и начали запись двух альбомов — инструментального и песенного.